# Politieke achtergronden leidende personen binnen Forza Italia
Op deze lijst vindt u belangrijke politici van Forza Italia (landelijke en regionale politici, burgemeesters, parlementariërs en Europarlementariërs enz.) en hun politieke achtergronden.

Ex-DC: Giancarlo Abelli, Antonio Agogliati, Angelino Alfano, Gioacchino Alfano, Alfredo Antoniozzi, Sabatino Aracu, Gianantonio Arnoldi, Franco Asciutti, Claudio Azzolini, Antonio Azzollini, Antonio Barbieri, Paolo Barelli, Paolo Bartolozzi, Maurizio Bertucci, Gianpaolo Bettamio, Laura Bianconi, Guido Boscagli, Gabriele Boscetto, Aldo Brancher, Maria Burani Procaccini, Battista Caligiuri, Diego Cammarata, Cesare Campa, Giorgio Carollo, Giuseppe Castiglione, Ugo Cavallera, Francesco Chirilli, Marco Cicala, Angelo Maria Cicolani, Salvatore Cicu, Manlio Collavini, Giuseppe Cossiga, Rosario Giorgio Costa, Rocco Crimi, Guido Crosetto, Paolo Delle Fratte, Walter De Rigo, Giovanni Deodato, Ida D'Ippolito, Andrea Di Teodoro, Domenico Di Virgilio, Luigi Fabbri, Luciano Falcier, Giuseppe Fallica, Gian Pietro Favaro, Giuseppe Massimo Ferro, Giuseppe Firrarello, Raffaele Fitto, Roberto Formigoni, Gianstefano Frigerio, Stefania Fuscagni, Fabio Garagnani, Elisabetta Gardini, Giuseppe Gargani, Basilio Germanà, Antonio Girfatti, Francesco Giro, Pasquale Giuliano, Isidoro Gottardo, Luigi Grillo, Vittorio Guasti, Maria Claudia Ioannucci, Michele Iorio, Cosimo Izzo, Enrico La Loggia, Cosimo Latronico, Luigi Lazzari, Ivano Leccisi, Giampiero Leo, Maurizio Lupi, Francesco Maione, Luigi Manfredi, Mario Mantovani, Ignazio Manunza, Salvatore Marano, Antonio Martusciello, Antonio Marzano, Mario Masini, Giovanni Marras, Giovanni Mauro, Mario Walter Mauro, Alberto Michelini, Guido Milanese, Riccardo Minardo, Fabio Minoli Rota, Gabriella Mondello, Danilo Moretti, Nino Mormino, Osvaldo Napoli, Benedetto Nicotra, Giuseppe Nocco, Antonio Palmieri, Maurizio Paniz, Eolo Giovanni Parodi, Adriano Paroli, Antonio Pasinato, Renzo Patria, Italico Perlini, Aldo Perrotta, Mario Pescante, Maria Gabriella Pinto, Giuseppe Pisanu, Giancarlo Pittelli, Egidio Ponzo, Paolo Ricciotti, Paolo Ricciuti, Giuseppe Romele, Roberto Rosso, Antonio Russo, Stanislao Sambin, Angelo Santori, Angelo Sanza, Michele Saponara, Claudio Scajola, Gianluigi Scaltritti, Renato Giuseppe Schifani, Remo Sernagiotto, Grazia Sestini, Francesco Stagno D'Alcontres, Francesco Stradella, Piero Testoni, Flavio Tredese, Paolo Valentini Puccitelli, Riccardo Ventre, Giacomo Ventura, Marcello Vernola, Antonio Verro, Luigi Villani, Alfredo Vito, Francesco Zama, Valter Zanetta, Guido Ziccone, Marino Zorzato, Michele Zuin.

Ex-PSI (facties: Noi Riformisti Azzurri, Fondazione Free, Fondazione Craxi en Giovane Italia): Simone Baldelli, Monica Stefania Baldi, Massimo Baldini, Paolo Bonaiuti, Daria Bonfrisco, Margherita Boniver, Renato Brunetta, Francesco Brusco, Giulio Camber, Piero Camber, Giampiero Cantoni, Luigi Cesaro, Renato Chisso, Fabrizio Cicchitto, Alessandro Colucci, Francesco Colucci, Domenico Contestabile, Stefania Craxi, Gaetano Fasolino, Franco Frattini, Giorgio Galvagno, Antonio Gentile, Giuseppe Gentile, Paolo Guzzanti, Innocenzo Leontini, Raffaele Iannuzzi, Alberto Magnolfi, Francesco Musotto, Emiddio Novi, Gaetano Pecorella, Marcello Pera, Mauro Pili, Ettore Romoli, Maurizio Sacconi, Jole Santelli, Giuseppe Ferruccio Saro, Amalia Sartori, Benito Savo, Umberto Scapagnini, Aldo Scarabosio, Carlo Taormina, Renzo Tondo, Giulio Tremonti.

Ex-PLI (factie: Liberalismo Popolare): Isabella Bertolini, Maria Elisabetta Alberti Casellati, Maria Teresa Armosino, Alfredo Biondi, Enrico Costa, Raffaele Costa, Gregorio Fontana, Pieralfonso Fratta Pasini, Giancarlo Galan, Fabio Gava, Antonio Gazzarra, Niccolò Ghedini, Carlo Laurora, Antonio Martino, Enrico Melasecche Germini, Lorena Milanato, Enrico Nan, Raffaele Nervi, Andrea Orsini, Andrea Pastore, Dario Rivolta, Paolo Romani, Carlo Saffioti, Egidio Sterpa, Giuliano Urbani, Giuseppe Vegas, Pierantonio Zanettin. 

Ex-PSDI (factie: Circoli d'Iniziativa Riformista): Nicola Cosentino, Enrico Ferri, Jacopo Maria Ferri, Massimo Guarischi, Carmelo Morra, Henry Richard Rizzi, Ermanno Russo, Paolo Russo, Simona Vicari, Carlo Vizzini.

Ex-PRI: Luigi Casero, Guglielmo Castagnetti, Jas Gawronski, Salvatore Fleres, Piergiorgio Massidda, Antonio Nervegna, Gilberto Picchetto Fratin, Denis Verdini, Alberto Zorzoli. 

Ex-Radicali: Marcello Pera, Francesca Scopelliti, Elio Vito. 

Ex-PCI en ex-Democrazia Proletaria: Ferdinando Adornato, Sandro Bondi, Giampietro Borghini, Antonella Maiolo, Tiziana Maiolo, Gianfranco Miccichè.

Ex-Leghisti: Roberto Asquini, Daniele Galli, Furio Gubetti, Lucio Malan.

Ex-MSI: Domenico Mennitti.